# Eupithecia linda
Eupithecia linda är en fjärilsart som beskrevs av Paul Dognin 1899. Eupithecia linda ingår i släktet Eupithecia och familjen mätare. Inga underarter finns listade i Catalogue of Life.